# MTV Unplugged: Korn
MTV Unplugged: Korn – akustyczny album zespołu Korn z serii MTV Unplugged, wydany 6 marca 2007 roku. Znajdują się na nim utwory wykonane na żywo w wersji akustycznej, z gościnnym udziałem The Cure oraz Amy Lee z Evanescence W nagrywaniu albumu nie brał udziału perkusista zespołu David Silveria, z powodu chęci uporania się ze sprawami dotyczącymi życia osobistego. Była to trzecia w historii zespołu sesja akustyczna. Cały album (poza b-side’ami) wyciekł do internetu na około dwa tygodnie przed premierą, wraz z publikacją koncertu na stronie mtv.com. Poza gitarami i perkusją użyte zostały instrumenty smyczkowe, pianino, bębny taiko a także szklana harmonijka.

## Lista utworów
1. "Blind" – 3:29
2. "Hollow Life" – 3:24
3. "Freak on a Leash" (gościnnie Amy Lee z Evanescence) – 3:55
4. "Falling Away from Me" – 3:55
5. "Creep" (cover Radiohead) – 3:51
6. "Love Song" – 3:50
7. "Got the Life" – 3:48
8. "Twisted Transistor" – 3:00
9. "Coming Undone" – 3:35
10. "Make Me Bad / In Between Days" (gościnnie The Cure) – 5:35
11. "Throw Me Away" – 6:20

Podczas koncertu zagrane zostały również utwory "Thoughtless" oraz "No One's There". Początkowo miał być umieszczony także utwór "Dirty", ale zespół uznał, że nie spełnia ich oczekiwań i pozostał dostępny jedynie w internecie. Japońska wersja albumu zawiera wszystkie wyżej wymienione utwory.

## Twórcy
- Jonathan "HIV" Davis – śpiew
- James "Munky" Shaffer – gitara
- Reginald Arvizu – gitara basowa

### Gościnnie
- Zac Baird – pianino
- Rob Patterson – gitara
- Kalen Chase – drugi wokal, różne instrumenty
- Michael Jochum – instrumenty perkusyjne
- Amy Lee – dodatkowy wokal w utworze "Freak on a Leash"
- The Cure – w utworze "Make Me Bad/In Between Days"
- Soh Daiko – zespół perkusistów taiko w utworach "Throw Me Away", "No One's There"

- Alex Coletti – producent
- Richard Gibbs – producent, kierownik muzyczny
- Dave Sirulnick – pomocnik producenta